# Чичерале
Чичерале (итал. Cicerale) — коммуна в Италии, располагается в регионе Кампания, в провинции Салерно.
Население составляет 1343 человека (2008 г.), плотность населения составляет 33 чел./км². Занимает площадь 41 км². Почтовый индекс — 84053. Телефонный код — 0974.
Покровителем коммуны почитается святой Георгий, празднование 19 августа.

## Демография
Динамика населения:

## Администрация коммуны
- Официальный сайт: http://www.comune.cicerale.sa.it/ Архивная копия от 20 июня 2010 на Wayback Machine